# ROKS Jeonnam (FF-957)
Le ROKS Jeonnam (FF-957) est une frégate de la marine de la république de Corée, le sixième navire de la classe Ulsan. Il est nommé d’après la province de Jeolla du Sud, également connu sous le nom de Jeonnam.

## Conception
Au début des années 1990, le plan du gouvernement sud-coréen pour la construction de navires côtiers de prochaine génération nommé Frégate 2000 a été abandonné en raison de la crise financière asiatique de 1997. Mais avec le démantèlement des destroyers de classe Gearing et la flotte vieillissante de frégates de classe Ulsan, le plan a été relancé au début des années 2000 sous le nom de Future Frigate eXperimental, également connu sous le nom de FFX.
10 navires ont été lancés et mis en service de 1980 à 1993. Ils ont 3 variantes différentes qui se composent de Flight I, Flight II et Flight III.

## Carrière
Le ROKS Jeonnam a été construit par Hyundai Heavy Industries, lancé le 19 avril 1988 et mis en service le 17 juin 1988. Il a participé à l’exercice RIMPAC en 1992, 1998 et 2000.
Le ROKS Jeonnam a pris part à la première bataille de Yeonpyeong le 15 juin 1999 contre la marine populaire de Corée (marine nord-coréenne) au large de l’île de Yeonpyeong. Il a été désarmé le 30 décembre 2022, les navires de classe Ulsan et de classe Pohang étant progressivement remplacés par les frégates de classe Incheon et de classe Daegu.